# Arthur Groussier

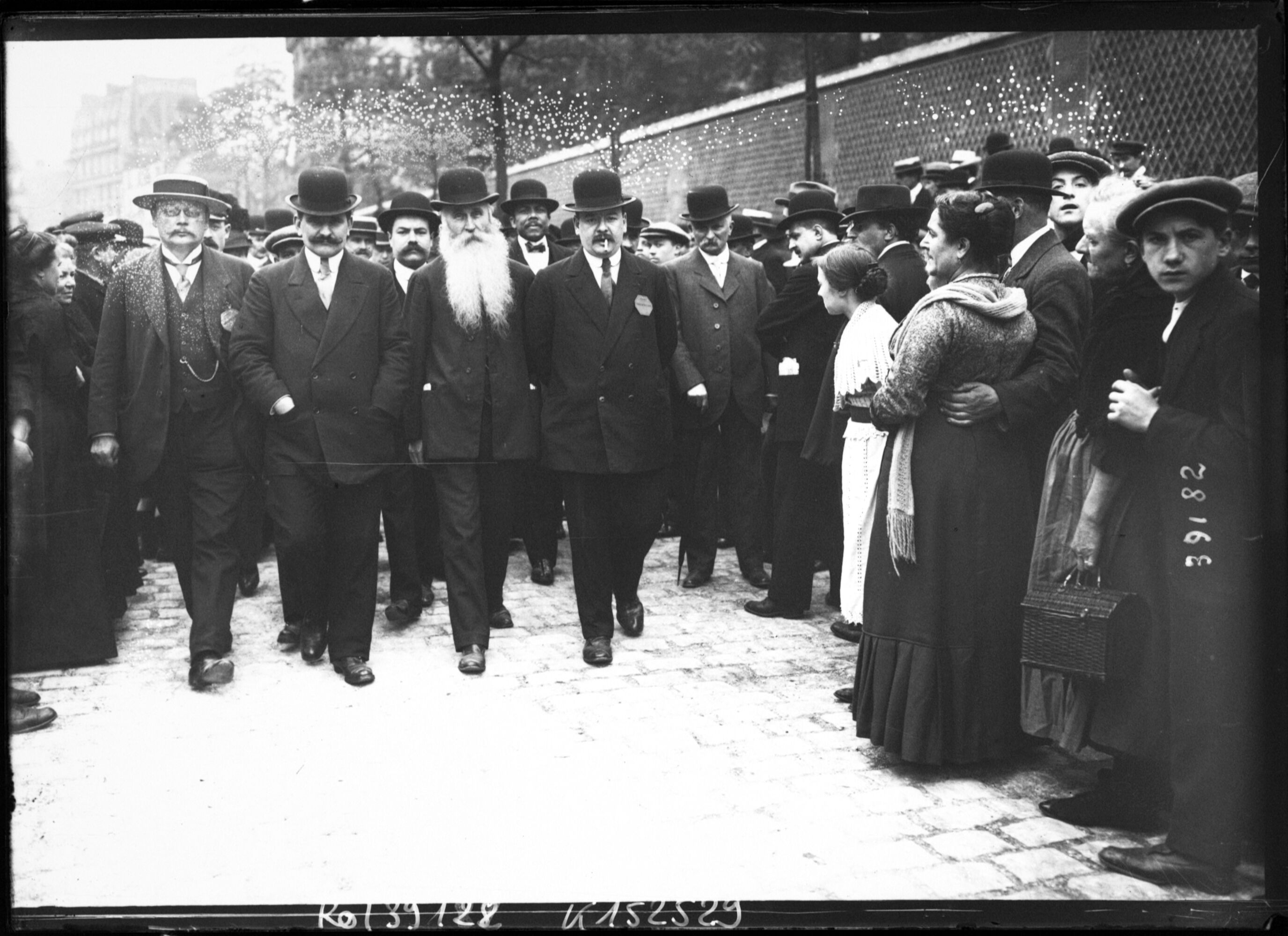
Arthur Groussier, al centre, amb barba (1914)

Arthur Groussier (Orleans, 18 d'agost del 1863 - Enghien-les-Bains, 6 de febrer del 1957) fou un sindicalista, maçó i polític francès.
Va ser Secretari General de la Federació Nacional francesa d'Obrers de la Metal·lúrgia, que el 1895 es convertiria en la Confederació General del Treball (CGT), un dels sindicats representatius de França i que en l'actualitat compta amb més de 700.000 militants.
Militant del POSR des de 1893, amb el qual va ser conseller del districte 10 de París, de l'Aliança Comunista Revolucionària, amb les posteriors fusions de partits socialistes va passar a formar part primer del PSF i posteriorment del SFIO. Dins d'aquest partits va ocupar un escó de l'Assemblea Nacional durant sis mandats. Va ser President de la Comissió del Treball i, el 1917, vicepresident de la Cambra.
Es mostrà implicat en el canvi social i en el desenvolupament de lleis de progrés social, de les quals destaca l'aplicació del Codi de Treball.